# David Berman (rabbin)
Pour les articles homonymes, voir Berman et David Berman.
David Berman (né le 9 décembre 1889 à Mir en Biélorussie et mort en 1947 à Bruxelles, en Belgique est un rabbin français d'origine biélorusse. Il est le rabbin de Dijon de 1920 à 1923 puis rabbin de Bruxelles de 1927 à 1947. Durant la Seconde Guerre mondiale, il participe à la Résistance dans le Sud de la France

## Biographie
David Berman est né le 9 décembre 1889 à Mir en Biélorussie,. Il est le fils du rabbin hassidique Moise Chaim Elia (HaKohen) Berman né en 1861 et mort le 11 janvier 1950 et de Mariacha Pratchansky née à Turets en 1864 et morte en 1927. Ils se sont mariés à Mir en Biélorussie le 23 décembre 1884. Elle est naturalisée française en 1903. Elle est enterrée au Cimetière parisien de Bagneux.
Son père est le rabbin de la Synagogue des Hassidim à Paris.
David Berman est le frère de Léon Berman, né le 7 mai 1892 dans le 4e arrondissement de Paris, grand-rabbin de Lille, mort en déportation le 28 octobre 1943 à Auschwitz. Il a également une sœur, Hélena Berman née en 1893 et morte en 1934.
Il épouse Mily Bloch, la fille du grand rabbin de Belgique Armand Asser Bloch et de Lina Erlanger, le 14 décembre 1920 à Bruxelles. Lina (ou Caroline) Erlanger est née le 20 septembre 1869 à Paris et est morte le 22 septembre 1962 à Bruxelles.
Mily (ou Madeleine-Emilie) Bloch est née le 1er novembre 1894 à Bruxelles et elle est morte le 23 juillet 1989 à Bruxelles. Durant la Première Guerre mondiale, elle conduit une ambulance. 

### Études
David Bermand fait ses études rabbiniques au Séminaire israélite de France (SIF), comme son frère, Léon Berman.

### Première Guerre mondiale
Il sert dans l'armée française durant la Première Guerre mondiale.

### Dijon
David Berman est le rabbin de Dijon de 1920 à 1923. Il succède au rabbin Samuel Schumacher (1874-1941), qui devient rabbin à Nice en 1919. Le rabbin Julien Weill, cousin du rabbin Schumacher, succède à Berman à Dijon.

### Bruxelles
David Berman devient le rabbin de Bruxelles en 1927.

### Seconde Guerre mondiale
Il se trouve dans le Sud de la France durant la Seconde Guerre mondiale, où il est actif dans la Résistance.

### Retour à Bruxelles
Après la Guerre, il retourne à Bruxelles, comme rabbin, jusqu'à sa mort en 1947 à Bruxelles, à l'âge de 58 ans.

## Œuvres
- David Berman. Le guide du pratiquant israélite. Paris, Imp. Beresniak, 1900
- David Berman. Esquisse d'une doctrine juive. Paris: Les presses universitaires de France, 1924[11]
- David Berman. Initiation au Judaïsme. Paris, Lipschutz, 1938.
- David Berman & Pinchas Kahlenberg. Service du Sabbat après-midi = [Minhag `oneg Shabat]. Bruxelles: Communauté Israélite de Bruxelles, 1946